# ژان-فیلیپ پاتریس
ژان-فیلیپ پاتریس (فرانسوی: Jean-Philippe Patrice‎؛ زادهٔ ۱۲ مارس ۱۹۹۷) شمشیرباز اهل فرانسه است.
وی در مسابقات کشوری و بین‌المللی در مجموع برندهٔ ۲ مدال برنز شده است.